# Pueblo Nuevo, Nicaragua
Pueblo Nuevo är en kommun (municipio) i Nicaragua med 23 410 invånare. Den ligger i departementet Estelí i den bergiga västra delen av landet. Pueblo Nuevo är en av de paleontologiskt viktigaste platserna i Amerika med fynd av mastodonter, jättesengångare och glyptodonter.

## Geografi
Pueblo Nuevo gränsar till kommunerna Condega i öster, San Juan de Limay i söder, San Lucas och Las Sabanas i väster samt Somoto, Yalagüina och Palacagüina i norr.

## Historia
Pueblo Nuevo grundades 1652 av guvernören Andrés de Arbieta, med namnet La Santísima Trinidad del Valle de Pliego, men har i dagligt tal alltid kallats för Puebo Nuevo.

## Natur
Pueblo Nuevo är en av de paleontologiskt mest intressanta platserna på den amerikanska kontinenten. I El Bosque, 11 km sydost om centralorten, hittade man 1974 fossiler av bland annat mastodonter, jättesengångare och glyptodonter. En del av fynden kan ses på Museo de Pueblo Nuevo i Casa de Cultura Calmecatl.

## Kända Personer från Pueblo Nuevo
- Juan Carlos Vílchez y Cabrera (–1774), biskop i León 1765–1774[6]
- Remigio Casco (1869–1909), författare, jesuit.[7]
- Julián Irías (1880–), advokat och politiker, utrikesminister, Nicaraguas president 6–9 juni 1936.[8][9]

## Bilder
|  |  |